# Черкашина, Валентина Николаевна
Валенти́на Никола́евна Черка́шина (2 января 1942, Шульговка, Смоленская область — 28 июня 2012, Камышин, Волгоградская область) — советский хозяйственный, государственный и политический деятель, Герой Социалистического Труда.

## Биография
Родилась в 1942 году в деревне Шульговка. Член КПСС с 1972 года.
С 1958 года — на хозяйственной, общественной и политической работе. С 1958 по 1960 год работала на Первомайском стекольном заводе. После чего переехала в город Камышин, где закончила городское ПТУ, а после — вечерний текстильный техникум. С 1961 года работала прядильщицей на Камышинского хлопчатобумажного комбината, а с 1991 года — на инженерной должности в техническом отделе.
Указом Президиума Верховного Совета СССР от 17 марта 1981 года присвоено звание Героя Социалистического Труда с вручением ордена Ленина и золотой медали «Серп и Молот».
Избиралась депутатом Верховного Совета РСФСР 10-го и 11-го созывов.
Умерла в Камышине в 2012 году.